# Endrix Arteaga
Endrix Arteaga Valbuena (ur. 13 listopada 1976) – wenezuelski zapaśnik w stylu klasycznym. Pięciokrotny uczestnik mistrzostw świata, zajął jedenaste miejsce w 2007. Piąty na igrzyskach panamerykańskich w 2003. Zdobył trzy medale mistrzostw panamerykańskich, srebro w 1998 i 2008. Srebrny medal na igrzyskach Ameryki Środkowej i Karaibów w 1998 i 2002, a także brązowy w 2006 roku. Triumfator igrzysk Ameryki Płd. w 1998, 2002 i 2006. Złoty medalista igrzysk boliwaryjskich w 2001 i srebrny z 2005 roku.